# Boutros Boutros-Ghali
Boutros Boutros-Ghali (Arabisch: بطرس بطرس غالي) (Caïro, 14 november 1922 – aldaar, 16 februari 2016) was een Egyptische politicus en diplomaat. Hij was secretaris-generaal van de Verenigde Naties van 1992 tot 1997 en voorzitter van de Francophonie van 1997 tot 2002.

## Biografie
Boutros-Ghali was afkomstig uit een voorname Koptische (christelijke) familie in Caïro (Egypte). Zijn grootvader Boutros Ghali Pasha was premier van Egypte van 1908 totdat hij werd vermoord in 1910 en zijn vader, Yusuf Boutros-Ghali was minister van Financiën van Egypte. Hij was een neef van Wasef Boutros-Ghali Pasha en was gehuwd met de Frans-Zwitserse archeologe en hooglerares Lilly Kahil.
Boutros Boutros-Ghali promoveerde in 1946 in de rechten aan de Universiteit van Caïro en in 1949 promoveerde hij in het internationaal recht aan de Universiteit van Parijs. In datzelfde jaar werd hij hoogleraar internationaal recht en internationale relaties aan de Universiteit van Caïro (tot 1977). Van 1960 tot 1975 was Boutros-Ghali hoofdredacteur van de Al-Ahram Iqtisada en de Al-Seyassa Al-Dawlia. Van 1974 tot 1977 was hij lid van het Centraal Comité en het Uitvoerende Comité (politbureau) van de Arabische Socialistische Unie (ASU) en vanaf 1980 was hij lid van het secretariaat van de Nationaal-Democratische Partij.
In 1977 werd Boutros-Ghali minister van Buitenlandse Zaken onder president Anwar Sadat. In 1978 en 1979 was hij nogmaals minister van Buitenlandse Zaken en vergezelde hij president Sadat tijdens de vredesbesprekingen met Israël op Camp David. Daarna was hij chef van de Egyptische delegatie bij de Verenigde Naties in 1978, 1980 en 1990. In 1987 werd hij lid van het Egyptisch parlement. Van 1979 tot 1991 was hij lid van de Commissie Internationaal Recht. In 1989 werd hij vicevoorzitter van de Egyptisch-Russische Vereniging. Tot 1991 was hij onderminister van Buitenlandse Zaken in de regering van Hosni Moebarak, omdat een christen in die jaren geen minister kon zijn.

### Secretaris-generaal van de VN
Van 1992 tot 1997 was Boutros Boutros-Ghali secretaris-generaal van de Verenigde Naties. Hij was de eerste Afrikaan en de eerste persoon uit het Midden-Oosten die deze post bekleedde. Tijdens zijn ambtstermijn had hij te maken met de conflicten in Rwanda, Somalië, Angola en in het voormalige Joegoslavië. Zijn paper 'An Agenda for Peace' had een belangrijke invloed op VN-vredesoperaties 'nieuwe stijl' in de jaren negentig van de 20e eeuw. Zijn ambtstermijn werd niet verlengd omdat dat geblokkeerd werd door de Amerikanen. Ze verweten hem partijdigheid in het Somalische conflict, een gebrek aan leiderschap tijdens de Rwandese genocide en de oorlog in Bosnië, en verweten hem de bureaucratie en verspilling bij de VN. Onder dreiging van een veto verplichtte de VS het Afrikaanse blok om met een nieuwe kandidaat te komen: de Ghanees Kofi Annan.
Vervolgens was hij van 1997 tot 2002 de eerste voorzitter van de Francophonie. Hij schreef diverse artikelen/boeken over recht, internationaal recht en journalistiek.

## Nevenfuncties
Daarnaast bekleedde Boutros Boutros-Ghali nog nevenfuncties (selectie):
- Voorzitter Afrikaanse Vereniging voor Politieke Studies
- Vicevoorzitter van de Socialistische Internationale (1990/'91-?)
- lid Internationaal Instituut voor de Mensenrechten
- lid van de Koptische Vereniging
- lid van de Egyptische Vereniging van het Internationaal Recht
- lid van de Vereniging van het Egyptisch Recht
- lid van het Committee of Experts van de Internationale Arbeidsorganisatie (ILO).